# Asenate Manoa
Asenate Manoa, née le 23 mai 1992 à Kioa (Fidji), est une sprinteuse tuvaluane. Elle participe aux Jeux olympiques d'été de 2008 (Pékin) et aux Jeux olympiques d'été de 2012 (Londres).

## Biographie

### Jeux olympiques de Pékin
Asenate Manoa s'entraîne à Suva (Fidji). Elle est entraînée par des coachs fidjiens. Avant son arrivée à Pékin, elle n'avait jamais couru sur une piste synthétique. The Guardian commente : « Elle courait devant un public 10 fois plus nombreux que la population de son pays, Tuvalu. » Elle réalise le record des Tuvalu lors de ces Jeux.

### Jeux olympiques de Londres
Asenate Manoa est le porte-drapeau pour Tuvalu lors de la cérémonie de clôture des Jeux olympiques d'été de 2012 se déroulant à Londres. Elle a d'ailleurs amélioré le record national à l'occasion de ces Jeux.

## Résultats
- Jeux olympiques d'été de 2012
  - 100 m : 7e de sa série (13 s 48) (record national)

- Jeux olympiques d'été de 2008
  - 100 m : 8e de sa série (14 s 05)